# آیا آنجا خواهی بود
«آیا آنجا خواهی بود» (به انگلیسی: Will You Be There) نام تک‌آهنگی اثر مایکل جکسون هنرمند و رقصندهی معروف آمریکایی است که در آلبوم خطرناک منتشر شد. این ترانه در فیلم «Free Willy» به عنوان آهنگ اصلی و متن فیلم مورد استفاده قرار گرفته‌است.
این ترانه یکی از موفق‌ترین ترانه‌های جکسون است که به مدت ۶ هفته در صدر جدول ۴۰ اثر برتر انگلستان بوده‌است.
همچنین در آمریکا به مدت ۶ هفته در جدول ۱۰ اثر برتر بوده و با فروش بیش از ۵۰۰٬۰۰۰ نسخه در آمریکا به رتبهٔ طلایی رسید. فروش جهانی تک‌آهنگ آیا آنجا خواهی بود ۱٬۶۰۰٬۰۰۰ نسخه برآورد شده‌است.
این ترانه توانست جایزهٔ «بهترین آهنگ فیلم سال ۱۹۹۴» از جوایز سینمایی ام‌تی‌وی (MTV Movie Award) از آن خود کند. همچنین این ترانه در آلبومی که توسط کمپانی سونی در سال ۱۹۹۹ با عنوان «بهترین ترانه‌های فیلم تمام دوران‌ها» منتشر شد وجود داشت.